# 全缘叶稠李
全缘叶稠李为蔷薇科李属稠李亚属下的一个种。其种加词“integrifolia”意为“全缘叶的”。